# Срам (сериал)
Срам (на норвежки: Skam) е норвежка тийн драма за ежедневието на тийнейджърите в гимназия Хартвиг Нисен в богаташкия квартал Фрогнер в Осло. Сериалът е продуциран от NRK P3.
Във всеки сезон фокусът е върху различен главен герой. Всеки сезон изследва различни теми, като се започне от трудности в отношенията, идентичност, хранителни разстройства, сексуално насилие, хомосексуализъм, проблеми с психичното здраве, религия и забранена любов.
Срам получава критично признание и значимо признание за представянето на сексуалното насилие във втория сезон и хомосексуалността в третия. Сериалът също така е похвален за приноса си за популяризиране на норвежкия език и култура в международен мащаб, както и за уникалния си формат на разпространение, приемайки нова стратегия за разпространение в реално време, с висока ангажираност, основана на фрагменти, а не за твърдост и телевизионни графици. Сериалът има американска адаптация, продуцирана от Юлия Андем, както и местни пресъздавания в много европейски страни. През 2018 г. членовете на британското кралско семейство, по-специално принц Уилям и съпругата му Катрин, посещават Норвегия, за да се срещнат с актьорите и да обсъдят сериите, както и да говорят за младежта и психичното здраве, още един знак за международното си признание.